# Eleição municipal de Americana em 2024
A eleição municipal de Americana em 2024 foi realizada em 6 de outubro de 2024 para eleger o prefeito, o vice-prefeito e 19 vereadores no município de Americana.
A eleição na cidade se deu um turno único, pois apesar do município ter 242.018 habitantes (IBGE, 2018), a quantidade de eleitores aptos a votar é de 182.544 pessoas.

## Antecedentes

### Eleição Municipal de 2020
Na eleição municipal de 2020, Chico Sardelli, então filiado ao PV, venceu a eleição com 36,19% dos votos válidos. Ele concorre à reeleição pelo PL.

### Cláusula de barreira
Nesta eleição está em vigor a regra da "cláusula de barreira". Os partidos teriam de obter, nas eleições para a Câmara dos Deputados de 2022, pelo menos 1,5% dos votos válidos, em ao menos um terço das unidades da federação, com ao menos 1% dos votos válidos em cada uma delas; ou ter eleito pelo menos 9 deputados, distribuídos em ao menos, um terço das unidades da federação. Os partidos que não atingiram estes números podem ficar sem receber o financiamento do fundo partidário, além de não terem direito ao tempo de TV.

## Calendário eleitoral
| Início        | Fim           | Atividades | Status    |
| ------------- | ------------- | --- | --------- |
| 7 de março    | 5 de abril    | Janela partidária para vereadores trocarem de partido visando concorrer às eleições sem perder o mandato. | Realizado |
| 6 de abril    | 6 de abril    | Data-limite para todas as legendas e federações partidárias obterem o registro dos estatutos no TSE e para todos os candidatos terem domicílio eleitoral na circunscrição em que desejam disputar as eleições com a filiação deferida pelo partido. | Realizado |
| 15 de maio    | 15 de maio    | Início da campanha de arrecadação prévia de recursos na modalidade de financiamento coletivo para pré-candidatos, sem realização de pedidos de voto e obedecendo a regras relativas à propaganda eleitoral na Internet.                             | Realizado |
| 20 de julho   | 5 de agosto   | Realização de convenções partidárias para deliberar sobre coligações e escolher candidatos às prefeituras e aos cargos de vereador. Os partidos têm até 15 de agosto para registrar os nomes na Justiça Eleitoral.                                  | Realizado |
| 16 de agosto  | 16 de agosto  | Início das campanhas eleitorais de forma igualitária, podendo qualquer publicidade ou manifestação com pedido explícito de voto antes da data ser considerada irregular e multada.                                                                  | Realizado |
| 30 de agosto  | 3 de outubro  | Veiculação da propaganda eleitoral gratuita no rádio e na televisão. | Realizado |
| 6 de outubro  | 6 de outubro  | Realização do primeiro turno das eleições municipais. | Realizado |
| 11 de outubro | 25 de outubro | Veiculação da propaganda eleitoral gratuita no rádio e na televisão para o segundo turno. | Realizado |
| 27 de outubro | 27 de outubro | Realização de um eventual segundo turno nas cidades com mais de 200 mil eleitores em que o candidato a prefeito mais votado não tenha atingido a metade mais um dos votos válidos.                                                                  | Realizado |

## Candidatos à prefeitura
| Nº | Candidato(a) a prefeito(a) | Candidato(a) a prefeito(a) | Partido Federação | Cargos relevantes/Ocupação                                      | Candidato(a) a Vice | Candidato(a) a Vice | Partido Federação | Coligação                                                          | Ref.        |
| -- | -------------------------- | -------------------------- | ----------------- | --------------------------------------------------------------- | ------------------- | ------------------- | ----------------- | ------------------------------------------------------------------ | ----------- |
| 12 |                            | Maria Giovana              | PDT               | - Vereadora de Americana (2017—2021) - Sanitarista e empresária |                     | Pastor Ailton       | PSB               | Americana Merece Mais FE Brasil (PT, PCdoB e PV), PDT e PSB        | [ 5 ] [ 6 ] |
| 22 |                            | Chico Sardelli             | PL                | - Prefeito de Americana (2021—presente) - Empresário            |                     | Odir Demarchi       | PSD               | Experiência Que Deu Certo (PL, PSD, DC, PODE, AGIR, PRD)           | [ 5 ] [ 7 ] |
| 44 |                            | Engº Ricardo Pascote       | UNIÃO             | - Engenheiro e empresário                                       |                     | Fábio O Grande      | MDB               | Americana No Topo De Novo PP, MDB, Federação PSDB Cidadania, UNIÃO | [ 5 ] [ 8 ] |

## Debates
| Data          | Organizador(es)     | Mediação     | Maria Giovana (PDT)                         | Chico Sardelli (PL)                         | Engº Ricardo Pascote (UNIÃO)                | Ref          |
| ------------- | ------------------- | ------------ | ------------------------------------------- | ------------------------------------------- | ------------------------------------------- | ------------ |
| 5 de setembro | G1, CBN, ACidade ON | Thayla Ramos | Cancelado devido à ausência de 2 candidatos | Cancelado devido à ausência de 2 candidatos | Cancelado devido à ausência de 2 candidatos | [ 11 ] [ 9 ] |

## Resultados
O ícone  indica os candidatos que foram reeleitos.

### Prefeito
| Candidato(a)                 | Vice                     | Turno único 6 de outubro de 2024 | Turno único 6 de outubro de 2024 |
| Candidato(a)                 | Vice                     | Total                            | Percentagem                      |
| ---------------------------- | ------------------------ | -------------------------------- | -------------------------------- |
| Chico Sardelli (PL)          | Odir Demarchi (PSD)      | 85.932                           | 72,75%                           |
| Maria Giovana (PDT)          | Pastor Ailton (PSB)      | 27.660                           | 23,42%                           |
| Engº Ricardo Pascote (UNIÃO) | Fábio O Grande (MDB)     | 4.532                            | 3,84%                            |
| → Total de votos válidos     | → Total de votos válidos | 118.124                          | 88,81%                           |
| → Votos em branco            | → Votos em branco        | 6.590                            | 4,95%                            |
| → Votos nulos                | → Votos nulos            | 8.292                            | 6,23%                            |
| → Votos anulados             | → Votos anulados         | 0                                | 0%                               |
| Total                        | Total                    | 133.006                          | 72,86%                           |
| Abstenções                   | Abstenções               | 49.538                           | 27,14%                           |
| Eleitorado apto              | Eleitorado apto          | 182.544                          | 182.544                          |

### Vereadores eleitos[12][14]
| Candidato(a)             | Partido                  | Votação | Votação     |
| Candidato(a)             | Partido                  | Total   | Porcentagem |
| ------------------------ | ------------------------ | ------- | ----------- |
| Juninho Dias             | PSD                      | 5.127   | 4,30%       |
| Thiago Brochi            | PL                       | 3.006   | 2,52%       |
| Léo da Padaria           | PL                       | 2.736   | 2,30%       |
| Lucas Leoncine           | PSD                      | 2.621   | 2,20%       |
| Dr Wagner Rovina         | PL                       | 2.548   | 2,14%       |
| Marcos Caetano           | PL                       | 2.536   | 2,13%       |
| Gualter Amado            | PDT                      | 2.517   | 2,11%       |
| Professora Juliana       | PT                       | 2.427   | 2,04%       |
| Pastor Miguel Pires      | PRD                      | 2.308   | 1,94%       |
| Leonora Périco           | PL                       | 2.203   | 1,85%       |
| Luiz da Rodaben          | PRD                      | 2.147   | 1,80%       |
| Leco Soares              | PODE                     | 2.134   | 1,79%       |
| Roberta Lima             | PRD                      | 2.080   | 1,74%       |
| Fernando da Farmácia     | PSD                      | 2.040   | 1,71%       |
| Jacira Chavare           | REPUBLICANOS             | 2.008   | 1,68%       |
| Jean Mizzoni             | AGIR                     | 1.849   | 1,55%       |
| Gutão Do Lanche          | AGIR                     | 1.443   | 1,21%       |
| Renan De Angelo          | PODE                     | 1.432   | 1,20%       |
| Talitha de Nadai         | PDT                      | 1.300   | 1,09%       |
| → Total de votos válidos | → Total de votos válidos | 118.818 | 89,33%      |
| → Votos em branco        | → Votos em branco        | 7.343   | 5,52%       |
| → Votos nulos            | → Votos nulos            | 6.449   | 4,85%       |
| → Votos anulados         | → Votos anulados         | 396     | 0,30%       |
| Total                    | Total                    | 133.006 | 72,86%      |
| Abstenções               | Abstenções               | 49.538  | 27,14%      |
| Eleitorado apto          | Eleitorado apto          | 182.544 | 182.544     |